# Mesostenus transfuga
Mesostenus transfuga är en stekelart som beskrevs av Johann Ludwig Christian Gravenhorst 1829. Mesostenus transfuga ingår i släktet Mesostenus och familjen brokparasitsteklar. Arten är reproducerande i Sverige. Utöver nominatformen finns också underarten M. t. hebraicator.